# Museo nacional de antropología (Madrid)
Il Museo Nazionale di Antropologia è uno dei musei nazionali spagnoli situati nella capitale, Madrid. Questo museo si caratterizza per essere il primo museo antropologico creato in Spagna, inaugurandosi il 29 aprile del 1875 da parte del re Alfonso XII.
Il museo è gestito dal Ministero della Cultura spagnolo e dipende dalla Direzione Generale delle Belle Arti e del Patrimonio Culturale.
La costruzione dell'edificio cominciò nel 1873 seguendo un progetto dell'architetto spagnolo Francisco de Cubas anche se, nel 1940, il museo sperimentò una grande restaurazione come conseguenza dei danni subiti durante la guerra civile spagnola.

## Collezioni
Le collezioni presenti nel museo devono la loro origine alle donazioni private del dottor Pedro González de Velasco che, ispirandosi al British Museum di Londra, ideò un luogo dove poter donare le sue scoperte.
Nel complesso il Museo presenta più di 21.000 reperti provenienti da tutti i continenti e organizzati, secondo l'origine geografica, su tre diversi piani:
- Piano terra: in questo piano si trovano i reperti asiatici, con una particolare attenzione verso la cultura delle isole Filippine, una colonia spagnola fino al 1898. Su questo piano, inoltre, si possono trovare la maggior parte dei reperti umani del museo, specialmente lo scheletro del ""Gigante d'Estremadura" (Agustin Luengo Capilla).
- Primo piano: i reperti africani si trovano organizzati su questo piano. La maggior parte di questi provengono dalla Guinea Equatoriale, colonia spagnola in territorio africano fino al 1959.
- Secondo piano: tutto il piano è dedicato alle culture indigene americane. Qui si possono trovare oggetti come le teste rimpicciolite della cultura Jivaro o gli "occhiali da sole" d'osso dei cacciatori Inuit. Inoltre, su questo piano, è presente una sala d'esposizione adibita a balli e musica tradizionale.

I reperti provenienti dall'Europa e dall'Oceania (specialmente provenienti da Palau, dalle Isole Caroline e dalle Isole Marianne) non sono attualmente esposti al pubblico pur essendo catalogati.